# Піч-Боттом Тауншип (округ Йорк, Пенсільванія)
Піч-Боттом Тауншип (англ. Peach Bottom Township) — селище (англ. township) в США, в окрузі Йорк штату Пенсільванія. Населення — 4966 осіб (2020).

## Демографія
Згідно з переписом 2010 року, у селищі мешкало 4813 осіб у 1751 домогосподарстві у складі 1320 родин. Було 2042 помешкання
Расовий склад населення:
| - 96,0 % — білих - 1,5 % — чорних або афроамериканців - 0,4 % — азіатів - 0,3 % — корінних американців |

До двох чи більше рас належало 1,5 %. Частка іспаномовних становила 1,3 % від усіх жителів.
За віковим діапазоном населення розподілялося таким чином: 24,5 % — особи молодші 18 років, 65,9 % — особи у віці 18—64 років, 9,6 % — особи у віці 65 років та старші. Медіана віку мешканця становила 39,5 року. На 100 осіб жіночої статі у селищі припадало 102,1 чоловіків;  на 100 жінок у віці від 18 років та старших — 103,6 чоловіків також старших 18 років.
Середній дохід на одне домашнє господарство  становив 63 066 доларів США (медіана — 54 714), а середній дохід на одну сім'ю — 68 632 долари (медіана — 63 000). Медіана доходів становила 50 677 доларів для чоловіків та 39 732 долари для жінок. За межею бідності перебувало 15,0 % осіб, у тому числі 18,9 % дітей у віці до 18 років та 5,8 % осіб у віці 65 років та старших.
Цивільне працевлаштоване населення становило 2301 особа. Основні галузі зайнятості: будівництво — 18,1 %, роздрібна торгівля — 14,9 %, освіта, охорона здоров'я та соціальна допомога — 14,6 %.